# Las Jarillas
Las Jarillas es una localidad argentina ubicada en el Departamento Punilla de la Provincia de Córdoba. Se encuentra 12 km al sur de Villa Carlos Paz.
Es una villa turística, reconocida como uno de los más destacables paisajes de Punilla, surcada por un pequeño arroyo que desemboca en el río San Antonio a la altura de la localidad San Antonio de Arredondo. Como actividades se destacan el trekking y cabalgatas. Las Jarillas es uno de los puntos por los cuales se puede acceder a Punilla y Traslasierra desde la ciudad de Córdoba, y en 2012 se encontraba en construcción una nueva ruta que pasando por esta localidad conectará de forma más directa ambas zonas. En 2011 se encontraba en licitación la pavimentación el camino que la une a San Antonio de Arredondo.

## Población
Cuenta con 103 habitantes (Indec, 2010), lo que representa un incremento del 157% frente a los 40 habitantes (Indec, 2001) del censo anterior.
| Gráfica de evolución demográfica de Las Jarillas entre 1991 y 2010 |
|                                                                    |
| Fuente: Censos nacionales del INDEC                                |